# 巴甫洛夫斯克公园

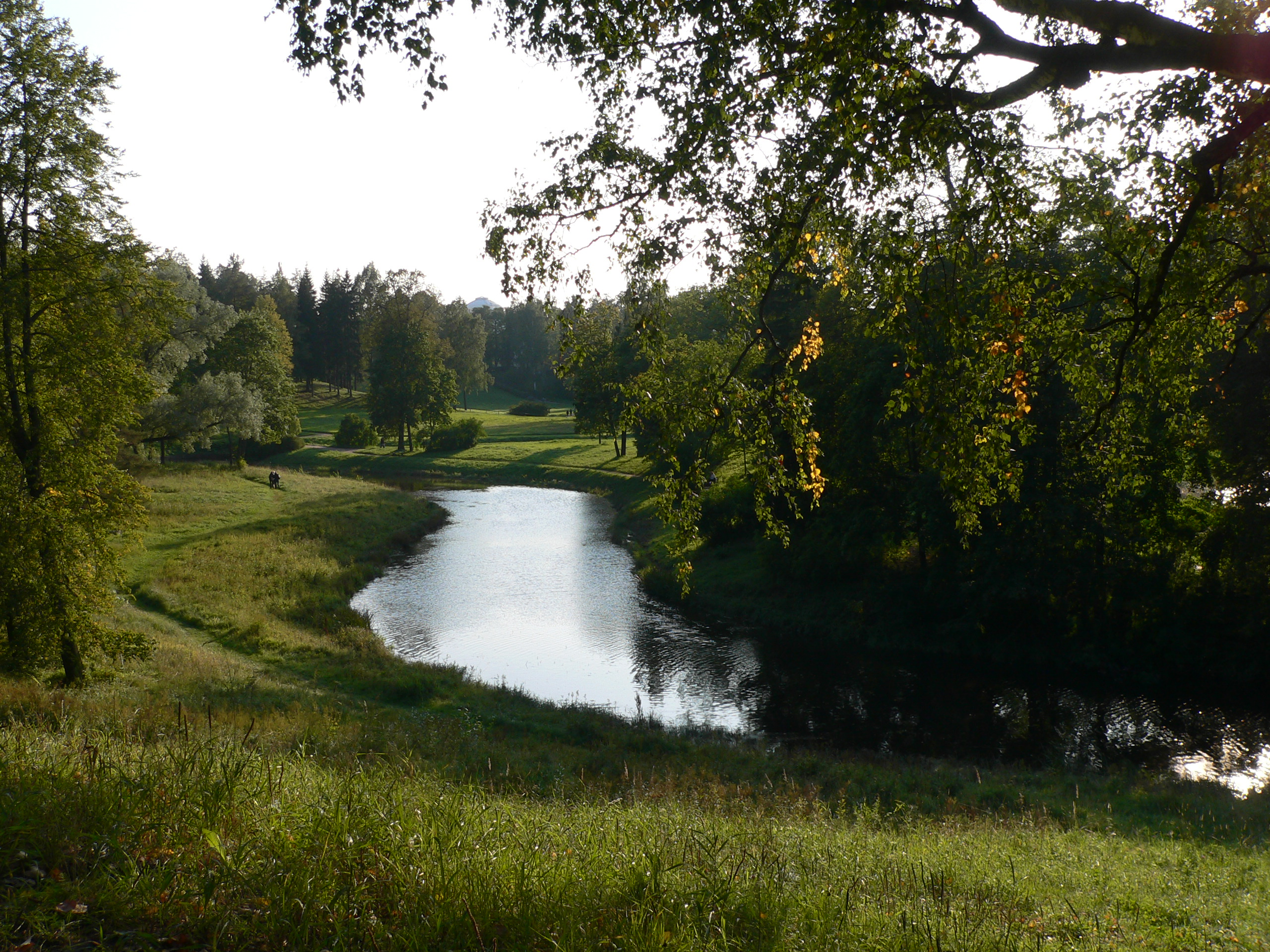
巴甫洛夫斯克河穿过公园

巴甫洛夫斯克公园（俄语：Павловский парк）是俄罗斯圣彼得堡附近一个围绕巴甫洛夫斯克宫的公园，巴甫洛夫斯克宫是一座18世纪的俄罗斯帝国皇帝保罗一世建造的住所。他去世后，这里成为他的遗孀玛丽亚·费奥多罗芙娜皇后的住所。如今是一个国家博物馆和公共公园。

## 风格
公园由苏格兰建筑师查尔斯·卡梅隆设计，为一个经典的英国式园林，风景如画，赏心悦目。与其他英国园林一样，很多灵感来自克克罗德·洛林和赫伯特·罗伯特的浪漫山水画。巴甫洛夫斯克画廊有12幅玛丽亚·费奥多罗芙娜皇后委任赫伯特·罗伯特创作的山水画。